# Eugene Reimer
Eugene "Gene" Reimer (21 de enero de 1940 - 9 de junio de 2008) fue un atleta paralímpico canadiense que ganó 10 medallas paralímpicas y 50 medallas canadienses y panamericanas de 1968 a 1980. Habiendo padecido polio a una edad temprana, fue miembro del equipo de baloncesto en silla de ruedas Vancouver Cable Cars junto a Terry Fox y Rick Hansen. En 1972, se convirtió en la primera persona con discapacidad en ser nombrado Atleta Masculino Destacado del Año y en ser incluido en la Orden de Canadá.

## Biografía
Reimer nació el 21 de enero de 1940 en Swift Current, Saskatchewan. A la edad de tres años, debido a la poliomielitis quedó en estado de paraplejía. Siendo adulto se mudó a Abbotsford, Columbia Británica, donde vivió con sus dos hijos e hija. Falleció el 9 de junio de 2008 a la edad de 68 años.
A lo largo de su carrera, se destacó en una variedad de deportes a pesar de su discapacidad, incluyendo atletismo, levantamiento de pesas, tiro con arco, natación, voleibol y tenis de mesa. Era un ávido jugador de baloncesto en silla de ruedas. Jugó durante 19 años para el equipo de baloncesto en silla de ruedas Vancouver Cable Cars junto a Rick Hansen y Terry Fox, ganando el Campeonato Nacional de 1979.

## Carrera atlética
Sus primeros Juegos Paralímpicos fueron los de Tel Aviv en 1968. Compitiendo en eventos de tenis de mesa, natación y pista, ganó el oro en lanzamiento de disco B masculino con una distancia de 27,47 metros. También se ubicó primero en el lanzamiento B del Club Masculino con un lanzamiento de 42.01 metros, superando al medallista de plata por casi 16 metros. En lanzamiento de Jabalina B masculino, quedó segundo con un lanzamiento de 36,21 metros.
En los Juegos Paralímpicos de 1972 en Heidelberg, Alemania Occidental, estableció el récord mundial de Pentatlón 4 masculino en 5141 puntos, un punto más que el medallista de plata. También estableció el récord mundial para el lanzamiento de disco 4, con un ancho final de 29,91 metros. Junto a Dann W., Henderson F. y Simpson B, quedaron segundos en el Relevo Abierto en Silla de Ruedas 4 × 60 Masculino con un tiempo de 0:56:30.
En los Juegos de 1976 en Toronto, su récord de lanzamiento de disco B masculino fue batido por Remi Ophem y terminó segundo lugar. También terminó segundo en el Pentatlón masculino 4 con una puntuación de 3295. En el evento de Jabalina Masculina, terminó tercero con una distancia de 23.05 metros. En sus últimos Juegos Paralímpico, en 1980 en Arnhem, Holanda, pudo subir al podio de lanzamiento de Disco B masculino con un registro de 29,80 metros, superando al segundo clasificado por 36 centímetros.